# Edmond Membrée
Edmund Membrée (Valenciennes, Alts de França, 19 de novembre de 1820 - Voltants de París, 10 de novembre de 18829 fou un compositor francès.
Estudià en el Conservatori de la capital de França i el 1852 representà la seva primera òpera l'Esclave, que fracassà. No assoliren major fortuna les seves òperes restants:
- François Villou (1857),
- La fille de l'orfèvre (1863);
- Les parias (1876),
- La courte échelle (1879).

A més, en deixà altres dues inèdites, Colomba i Freighor. També ca compondre uns cors per a la tragèdia Oedipo roi de Juli Lacroix; les cantates Zingal i Polyphème et Galatée i nombroses melodies, algunes molt dignes d'elogi.